# (144) Vibilia
(144) Vibilia est un astéroïde de la ceinture principale découvert par Christian Peters le 3 juin 1875 et nommé en l'honneur de Vibilia, une divinité romaine des voyageurs.